# Sulpicia de bello Mithridatico
Lex Sulpicia de bello Mithridatico va ser la llei romana que va donar el comandament de la guerra contra Mitridates VI Eupator, rei del Pont a Gai Mari, en lloc de a Luci Corneli Sul·la. Va ser proposada pel tribú de la plebs Publi Sulpici Ruf, partidari de Mari. Finalment va ser revocada.